# خومینچینو-کلاره
خومینچینو-کلاره (به لهستانی:  Humięcino-Klary) یک روستا در لهستان است که در گمینا گرودوسک واقع شده‌است.